# Над'ярних Ніна Степанівна
Ні́на Степа́нівна Над'я́рних (нар. 14 січня 1927, Остер — пом. 23 жовтня 2018) — радянська і російська літературознавиця, літературна критикиня, докторка філологічних наук. Заслужена діячка науки Російської Федерації (1998), членкиня Спілки письменників Росії (1982).

## Біографія
Народилася 14 січня 1927 року в Острі (нині — Чернігівська область України). 1952 року закінчила Московський державний університет, 1956-го — аспірантуру при ІСЛІ, захистивши кандидатську дисертацію «Коцюбинський — новеліст».
З 1956 року — співробітник ІСЛІ ім. О. М. Горького АН СРСР (РАН), у 1988—2003 роках — завідувачка відділу літератур народів Росії та СНД, з 2003 року — головний науковий співробітник.

## Наукова діяльність
Н. С. Над'ярних — автор дев'яти книжок і численних досліджень, статей; один з авторів розділів в «Історії радянської багатонаціональної літератури» (тт. 1, 5, 6; 1970—1974), «Історії всесвітньої літератури» (тт. 6—8; 1991); відповідальний редактор першої «Історії літератури Карелії» (тт. 1—3, СПб., 2000—2002), словника «Літератури народів Росії. XX століття» (М., 2005).
У 1982—1997 роках була членкинею експертної ради ВАК з філології та мистецтвознавства.
Переклала російською мовою твори М. Коцюбинського.
Н. С. Над'ярних підготувала понад 20 кандидатів філологічних наук, 7 докторів.

## Основні праці

##### Книги
- Іван Ле. Критико-біографічний нарис. — Київ: Радянський письменник, 1967.
- Типологічні особливості реалізму. Роки першої російської революції. — М.: Наука, 1972.
- Сучасність в українській літературі. — М.: Знання, 1972.
- Народжена історією. — М.: Знання, 1976.
- Література та духовне життя. — М.: Знання, 1979.
- Зброя іскриста. — Київ: Дніпро, 1980.
- Ритми єднання. — Київ: Дніпро, 1986.
- Дмитро Чижевський. Єдність сенсу. — М.: Наука, 2005.